# Muramatsu Flute
Pour les articles homonymes, voir Muramatsu.

La maison Muramatsu Flute (ou simplement Muramatsu)  est une manufacture de flûtes traversières fondée par Koichi Muramatsu (1898-1960). Elle est probablement la plus ancienne fabrique de flûtes modernes japonaise, qui a réalisée le premier exemplaire en 1923. À l'époque, seule une vingtaine de flûtistes professionnels et amateurs jouait ce type de flûte au Japon. Les flûtes Muramatsu sont réalisées à la main soit en maillechort argenté, soit en argent sterling (argent massif), soit en or 9K, 14K, 18K et 24K ou soit en platine. De nombreux artisans qui ont travaillé pour Muramatsu ont également créé leur propre atelier au Japon et y fabriquent des flûtes artisanales de haute qualité en leur nom propre.

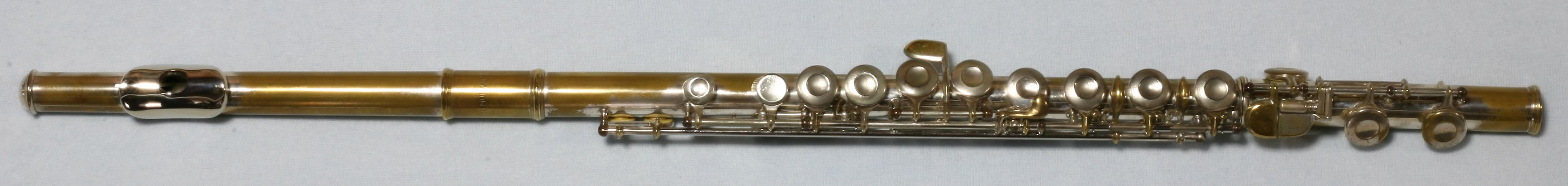
Flûte K. Muramatsu avec un corps en laiton (modèle ancien).

L'usine Muramatsu Flute MFG. Co., Ltd. (村松フルート製作所) est située dans la ville de Tokorozawa, au Japon. La société sœur qui commercialise les flûtes se nomme Muramatsu Inc. (村松楽器販売) et est située à Shinjuku, Tokyo, disposant de succursales à Osaka, Nagoya et Yokohama au Japon, et des revendeurs partout dans le monde.

## Histoire
En 1923, Koichi Muramatsu, le fondateur de Muramatsu Flute, fabrique la première flûte traversière moderne en métal au Japon. Depuis sa création, l'entreprise s'est toujours concentrée sur les produits artisanaux et propose une large gamme de produits.
Vers 1936, il travaille à la demande du baron Kishichirō Ōkura à équiper avec un mécanisme de type système Boehm une flûte verticale de type shakuhachi, appelée okraulo . 
En 1957, la maison Muramatsu est devenue une société. 10000 flûtes ont été produites à cette date.
En 1960, Koichi décède. Son fils Osamu Muramatsu (1942-2007) arrête ses études et reprend l'entreprise familiale. Sous sa présidence jusqu'à 4000 flûtes par an sont produites et il lance la production des modèles en argent.
En 1973, le siège social et l'usine sont transférés sur le site de Tokorozawa. Les flûtes Muramatsu sont vendues non seulement au Japon mais aussi dans le monde entier, et sont utilisées par de nombreux artistes célèbres.
Osamu Muramatsu invite Marcel Moyse et d'autres flûtistes célèbres à donner des masterclasses au Japon.
En 2007, Osamu Muramatsu décéde. 70000 flûtes ont été produits à cette date. 
L'entreprise familiale est actuellement présidé par le petit-fils Akio Muramatsu (3ème génération).

## Produits
En raison de leur coût élevé, les flûtes en or 18K, 24K et en platine ne sont fabriquées que sur commande spéciale.
- EX : corps en maillechort argenté, tête en argent
- GX : corps, embouchure, anneaux en argent massif; mécanisme en maillechort argenté
- DS : en argent massif, cheminées étirées
- SR : en argent massif, cheminées soudées
- PTP : en argent massif plaqué en platine
- or 9K, 14K, 18K, 24K: diverses combinaisons (tube, mécanisme, embouchure)
- platine

- flute alto

## Flûtistes jouant Muramatsu
Parmi les flûtistes célèbres qui utilisent cette marque, on trouve James Galway qui joue une flûte Muramatsu en or 24K, Aurèle Nicolet, Sami Junnonen, Hanna Juutilainen, Jean-Christophe Falala, Sharon Bezaly, Davide Formisano (de), Lizzo et Maxence Larrieu.
Les flûtes Muramatsu sont jouées par de nombreux professionnels (jusqu'à 60% dans les orchestres selon certaines études) et élèves dans les conservatoires.

## Édition musicale
Muramatsu est également une entreprise d'édition musicale et de distribution de partitions pour la flûte. 
On citera, par exemple:
- Hisatada Otaka (de), Concerto pour flûte et orchestre, Op. 30b, arrangé par Atsutada Otaka, (Tokyo, Muramatsu, 2001)
- (ja + en) Muramatsu Gakki Hanbai Co, General Catalogue of Flute Music, Muramatsu, 1972, 247 p.

### Lien connexe
- Liste de fabricants d'instruments de musique